# Orden de Aybyn
La Orden del Valor (en kazajo: Айбын ордені), también conocida como Orden de Aybyn, es una condecoración militar estatal otorgada por la República de Kazajistán, establecida en virtud de la «Ley de Premios Estatales de la República de Kazajistán» (N.º 2676 del 12 de diciembre de 1995).

## Criterios de concesión
La Orden de Aybyn fue establecida por la Ley N.º 2676 «sobre premios estatales de la República de Kazajistán» del 12 de diciembre de 1995. Inicialmente preveía dos grados, pero la Ley N.°462-1 del 26 de julio de 1999 agregó una clase superior y se realizaron algunos cambios en el diseño de la insignia.
La condecoración se concede a los miembros de las fuerzas armadas, otras formaciones y unidades militares, así como al personal de la fiscalía, la seguridad nacional, los asuntos internos y los sistemas penales de la República de Kazajistán, por:
- Logros en el entrenamiento de combate, mantenimiento de una alta preparación para el combate, dominio de nuevo equipo militar y mantenimiento de la ley y el orden.
- Valor y dedicación total en el cumplimiento del deber militar y de servicio, así como hazañas de heroísmo realizadas en la protección de los intereses nacionales.[5]

La medalla  consta de tres grados, primero, segundo y tercero, siendo el primer grado la más alta, las condecoraciones se otorgan secuencialmente por méritos continuos: Las clases I y II se otorgan a personas de la compañía y oficiales de campo. La clase III, se otorga a soldados, marineros, sargentos, sargentos mayores, suboficiales y alféreces.

## Descripción

### Tipo 1 (anterior a 1999)
La orden estaba hecha de plata en forma de salmonete de 8 puntas (los puntos opuestos están separados por 45 mm) con un centro circular  adornado con un escudo que cubre los símbolos de las armas y la palabra «АЙБЫН» (Aybyn) escrito sobre un fondo rojo cereza en la parte inferior.
La orden constaba de dos clases. La clase I tenía un baño de oro sobre esmalte azul oscuro; La clase II tenía la parte frontal hecha de plata teñida sobre un fondo de esmalte turquesa.
La suspensión y el anillo de suspensión conectan la insignia a una barra superior pentangular de latón. La barra superior tiene una altura de 36,5 mm y un ancho de 38 mm; los marcos superior e inferior están envueltos con una cinta roja con rayas amarillas.

### Tipo 2 (posterior a 1999)
La orden de 1.er grado es una estrella estilizada de cinco puntas cuyos rayos están separados por protuberancias plateadas, cubiertos con esmalte rojo y llevan puntas de lanza doradas. La pieza central de la medalla es un medallón redondo dividido en tres partes por un triángulo estilizado. Un diamante está asegurado en la parte central de esmalte blanco con la palabra «АЙБЫН» escrito debajo en letras doradas; las partes laterales representan empuñaduras de espada doradas sobre esmalte azul oscuro.
La orden de 2.do grado es una estrella de ocho puntas con rayos de doble filo y una cresta decorativa. Un medallón redondo lleno de esmalte rojo en el centro representa un escudo redondo que cubre dos sables cruzados, un elemento ornamental decorativo debajo tiene una cinta de esmalte azul con la inscripción «АЙБЫН» escrita en él. Los elementos de la medalla que no están cubiertos de esmalte están chapados en oro.
La orden de 3.er grado es similar a la de 2.do grado, pero sus elementos no esmaltados están realizados en plata oxidada. Un anillo decorativo conecta la medalla a una barra superior hexagonal adornada con una cinta roja con tres franjas azules en el centro.

## Moneda conmemorativa

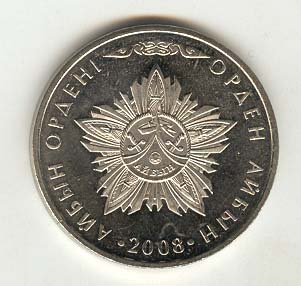
Moneda de 50 tenge que representa la Orden de Aybyn de grado

En 2008 el Banco Nacional de Kazajistán acuñó una moneda conmemorativa de cincuenta tenges que representa la Orden de Aybyn de 1.er grado.

## Medallas y cintas
| 1.er grado                     | 2.do grado | 3.er grado |
| ------------------------------ | ---------- | ---------- |
|                                |            |            |
| Cinta común a todos los grados |            |            |
|                                |            |            |